# Бояджик
Бояджи́к (болг. Бояджик) — село в Ямбольській області Болгарії. Входить до складу общини Тунджа.

## Населення
За даними перепису населення 2011 року у селі проживали 1375 осіб.
Національний склад населення села:
| Національність   | Кількість осіб | Відсоток |
| ---------------- | -------------- | -------- |
| болгари          | 1138           | 88,2%    |
| цигани           | 144            | 11,2%    |
| турки            | 3              | 0,2%     |
| Всього відповіли | 1290           |          |

Розподіл населення за віком у 2011 році:
Динаміка населення: